# ساموئل راکسی راتافل
ساموئل راکسی راتافل (انگلیسی: Samuel Roxy Rothafel؛ ۹ ژوئیه ۱۸۸۲ – ۱۳ ژانویه ۱۹۳۶) آهنگساز، سرگرمی‌ساز، برگزارکنندهٔ نمایش و کارگردان فیلم اهل ایالات متحده آمریکا بود.
از فیلم‌هایی که وی در پدید آمدن آنها نقش داشته است، می توان به شب سال نو اشاره کرد. 